# Classe Minerva (corvetta)
Le otto corvette classe Minerva erano delle unità navali di scorta realizzate in due serie per la Marina Militare Italiana dalla Fincantieri negli stabilimenti di Muggiano e Riva Trigoso, entrate in servizio tra la seconda metà degli anni ottanta e l'inizio anni novanta per sostituire le unità della classe Albatros risalenti agli anni cinquanta e quelle della classe De Cristofaro, che si avviavano ormai a completare un ciclo di vent'anni di intensa attività. La prima unità della classe è stata la corvetta Minerva impostata presso il cantiere di Riva Trigoso l'11 marzo 1985, varata il 25 marzo 1986 e consegnata il 10 giugno 1987 insieme all'unità gemella Urania. Il loro programma di costruzione venne realizzato utilizzando i fondi del bilancio ordinario, in quanto la legge navale del 1975 non prevedeva la realizzazione di unità di seconda linea.

## Progetto
I requisiti della Marina italiana possono essere riassunti in costi di acquisizione, gestione, manutenzione e revisione contenuti, elevata affidabilità di funzionamento e livello di automazione tale da garantire rapidità di approntamento e risparmio di personale.
Il progetto presentato dalla Fincantieri oltre a garantire le normali capacità antisommergibile, tipiche delle corvette, proponeva tre diverse soluzioni d'impiego:
- antiaerea con l'adozione di un lancimissili ottuplo Albatros;
- antinave con l'imbarco di quattro lanciamissilii Teseo;
- elicotteristico mediante l'imbarco di un elicottero con relativo hangar poppiero.

La Marina Militare scelse la prima soluzione e il 29 settembre 1982 venne stipulato con Fincantieri un contratto per un primo lotto costituito da quattro unità, Minerva, Urania, Danaide, Sfinge, entrate in servizio tra il 1987 ed il 1988 e un successivo secondo lotto, costituito dalle unità Driade, Fenice, Chimera, Sibilla, consegnate tra il 1990 ed il 1991. Non ebbe seguito la commessa del terzo lotto che si sarebbe dovuto concretizzare nella produzione di altre quattro unità, in quanto la sua realizzazione è stata cancellata in favore dell'acquisizione dei pattugliatori di squadra classe Soldati.

## Caratteristiche
Le Minerva hanno discreta velocità e un armamento di siluri ASW, missili SAM e un cannone da 76mm, caratteristiche che ne fanno unità dalle buone capacità complessive, anche se mancano di componente missilistica antinave che ne limita le capacità ASuW. Pur avendo grande flessibilità di impiego, che le rende idonee a svolgere la difesa di convogli costieri, è stata privilegiata al massimo in tutte le sue componenti la capacità antiaerea che recentemente, alcune unità della classe hanno perso, mantenendo tuttavia le capacità necessarie allo svolgimento dei compiti per il pattugliamento costiero. 

La corvetta Urania al varo

Il loro compito principale è di presenza e sorveglianza degli spazi marittimi, la difesa delle zone costiere di traffico, il pattugliamento della Zona Economica Esclusiva, assicurando, in particolare nel Canale di Sicilia, la vigilanza sull'attività di pesca, e collaborando alla tutela dell'ambiente marittimo nazionale con specifici compiti di contrasto all'inquinamento; uno dei compiti delle corvette della classe Minerva è l'addestramento al comando dei Tenenti di Vascello che frequentano la scuola di Augusta.
Le unità di questa classe sono di produzione quasi totalmente italiana in tutte le loro componenti, sia strutturali che elettroniche, e sono state studiate per una potenziale crescita del progetto, con sovrastrutture che offrono una segnatura elettromagnetica limitata e nel contempo assicurano ampi spazi liberi in coperta per eventuali future installazioni di sistemi d'arma aggiuntivi.
Le unità sono dotate dei più moderni dispositivi antinquinamento e presentano altre soluzioni d’avanguardia quali un vasto impiego di sistemi automatici di elaborazione dati e gestione apparati utilizzati nell’apparato di propulsione, nella Centrale Operativa di Combattimento, nei sistemi di navigazione e anche nel controllo dell’impianto di generazione e distribuzione dell’energia elettrica. Le centrali di direzione del tiro impiegano, oltre ai sensori convenzionali, anche sensori all’infrarosso e telecamere per la visione notturna. La piattaforma è stabilizzata da una coppia di pinne antirollio non retrattili.
L'aspetto delle corvette della classe Minerva richiama, con soluzioni più eleganti e moderne, quelle della classe Gabbiano, di cui vengono richiamati i nomi, con prora alta e slanciata che si raccorda ad un bulbo con esclusiva funzione idrodinamica. Lo scafo è in acciaio con un lungo castello di prora che si prolunga fino a poco meno di 20 metri dalla poppa con cui è raccordato da una piccola tuga rettangolare sul cielo della quale trovano posto i lanciatori a otto celle del sistema missilistico Albatros/Aspide. La poppa è a specchio. L'adozione di pinne stabilizzatrici ed antirollio lunghe 11 metri consentono una riduzione da 30° a 3° del rollio delle unità.

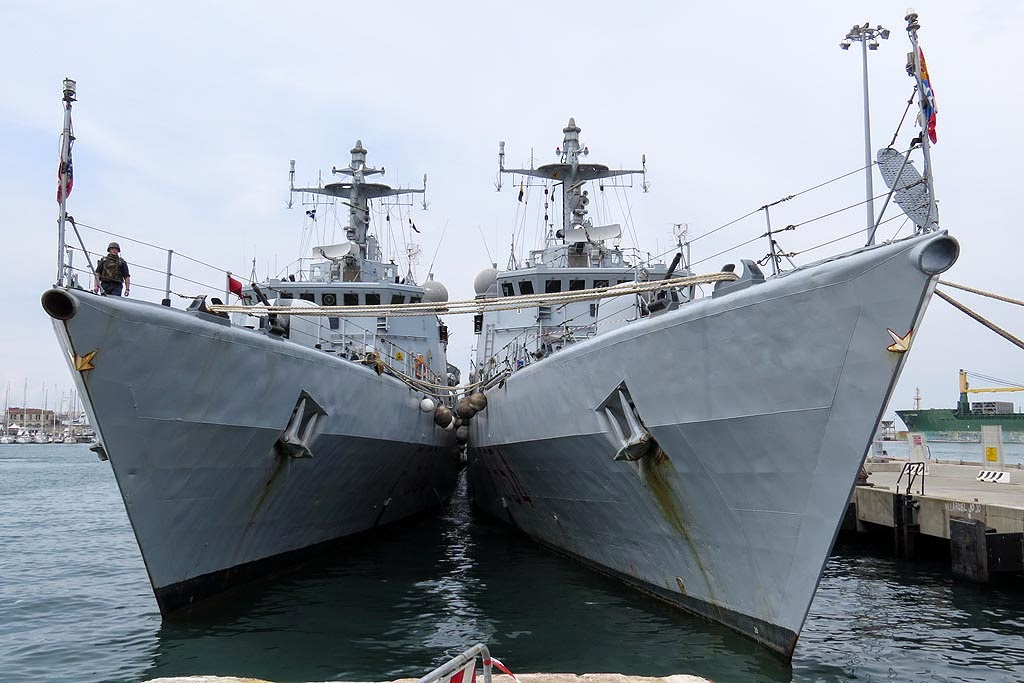
Chimera (F 556) e Sfinge (F 554) viste di prua e appaiate all'ormeggio

La sovrastruttura in lega leggera e caratterizzate da due blocchi distinti, il primo dei quali a pianta ottagonale con pareti leggermente inclinate, che si estende trasversalmente tra le due murate, mentre il secondo blocco è costituito da una struttura a pianta rettangolare lunga circa 18 metri. I due blocchi sono distanziati per consentire l'eventuale sistemazione centrale di quattro lanciamissili antinave Teseo.
Il primo blocco della sovrastruttura ospita verso prora la plancia di comando e verso poppa la Centrale Operativa di Combattimento. Sul suo cielo della plancia di comando trova posto il radar di scoperta di superficie e navigazione SMA MM/SPN-728(V)2 e due lanciarazzi per “chaffs” tipo Barricade Mk 1, mentre verso poppa una struttura a tronco piramidale è sormontata da un piccolo albero dove sono collocate diverse apparecchiature elettroniche.
Il secondo blocco ospita gli apparati per la direzione di tiro del sistema Dardo, gli scarichi del motore e la sala radar. Ai due lati vi sono le gru per due motolance da 8,5 m, sotto le quali sono collocati i contenitori dei missili Aspide e a proravia delle motolance i lanciasiluri tripli ILAS 3 da 324 mm per siluri antisommergibili filoguidati Mk 46 oppure A-244 Whitehead Motofides. Sul cielo di questo secondo blocco sono collocati l'albero di sostegno dell'antenna del radar di scoperta aerea a bassa quota e di superficie in Banda S Selenia MM/SPS-774 (RAN-10S), seguito dal fumaiolo, e a poppavia del fumaiolo il radar Selenia MM/SPG-76 (RTN-30X Orion) della direzione di tiro Elsag Dardo-E per la guida dei missili Aspide ed il controllo del cannone prodiero 76/62 mm Compatto che può svolgere compiti antinave, antimissile ed antiaereo. Il radar di scoperta aerea a bassa quota MM/SPS-774 (RAN-10S), associato all'interrogatore IFF Mk XIII e con antenna stabilizzata in rollio e beccheggio, all'entrata in servizio delle corvette della prima serie era dotato dell'antenna Galileo OA-3, sostituita nel periodo 1987-88 dalla SMA OA-7104 più leggera e d'ingombro inferiore.
Le elettroniche sono completate dalla direzione di tiro optronica Pegaso NA-18L, che in caso di silenzio radar o in presenza di segnali ECM, che inibiscano l'uso del radar RTN-30X, assicura una linea di tiro ottica e IR (raggi infrarossi con TV e camera termica) al cannone prodiero, dall'apparato IFF Mk XII dalla suite di guerra elettronica ESM/ECM Selenia SLQ-747 (INS-3), dal disturbatore acustico rimorchiabile SLQ-25 Nixie. Il sonar attivo a scafo è il Raytheon-Elsag DE-1167 a bassa frequenza con telefono subacqueo. Sono presenti il sistema di comunicazioni Elmer, il sistema di navigazione GPS Navstar, il sistema di combattimento Mini-SADOC (Sistema Automatico per la Direzione delle Operazioni di Combattimento) e sistema di navigazione inerziale.
L'apparato di propulsione è costituito da due motori Diesel G.M.T. BM.230.20 DVM con sovralimentazione tipo Miller che forniscono una potenza massima continuativa di 11.000 hp, collegati tramite riduttori di giri a giunti a due linee d'assi alle cui estremità vi sono due eliche a passo variabile dal diametro di 2,95 metri che consentono alle unità di raggiungere la velocità massima di 24 nodi e un'autonomia di 3.500 miglia con velocità di 18 nodi.
Ai servizi ausiliari di bordo provvedono quattro gruppi elettrogeni Isotta Fraschini Motori ID-36-SS-12V che forniscono una potenza elettrica di 2 600 kW, mentre gli automatismi consentono la condotta di buona parte delle manovre direttamente dalla centrale operativa.

## Storia
Le unità della classe hanno tutti i nomi delle corvette della Classe Gabbiano serie Artemide, che costruite durante la seconda guerra mondiale costituirono nel dopoguerra con le unità sopravvissute al conflitto la classe di unità navali più numerosa della Marina Militare. Alcune di queste navi negli anni settanta erano ancora in servizio.

### Servizio
Tutte le unità avevano la loro base operativa ad Augusta, inquadrate nel soppresso COMSQUACORV, il "Comando Squadriglia Corvette" nell'ambito del COMFORPAT, il "Comando delle Forze da Pattugliamento per la Sorveglianza e la Difesa Costiera".
Oltre ai compiti di pattugliamento, di vigilanza pesca e di addestramento per gli ufficiali della scuola comando le unità di questa classe hanno trovato impiego anche in compiti di altura.
Nell'estate 1990, quando il 2 agosto il ra'īs iracheno Saddam Hussein invase il vicino Kuwait il governo italiano decise l'invio di navi militari nell'ambito dell'Operazione Desert Shield deliberata dalle Nazioni Unite e sin dallo scoppio della crisi le corvette Minerva e Sfinge vennero dispiegate nel Mediterraneo Orientale dal 16 al 24 agosto prima ancora che venissero inviate nel golfo Persico le unità navali che avrebbero preso parte all'Operazione Golfo 2.
Nel corso degli anni novanta le unità della classe sono state impiegate in pattugliamenti in Adriatico nel corso delle guerre jugoslave, in seguito alla dissoluzione della Jugoslavia. Le corvette Driade, Danaide, Fenice e Sibilla hanno preso parte all'Operazione Sharp Guard a guida UEO e successivamente le stesse corvette, a cui si sono aggiunte alternandosi le corvette Sfinge, Minerva e Chimera, all'Operazione Sharp Guard che aveva preso il posto delle missioni Maritime Guard a guida NATO e Sharp Fence a guida UEO, che sono state così unificate sotto un'unica catena di comando.
Nel 1997, nello stretto di Otranto, il Sibilla entrò in collisione con l'imbarcazione Kater I Rades: nel naufragio perirono almeno 81 albanesi in fuga dalla situazione di anarchia in madre patria. Secondo i giudici la colpa era da dividere tra i comandanti delle due imbarcazioni: sia la sentenza di primo grado, giunta nel 2005, che quella di secondo grado, del 2011, hanno stabilito che il comandante della Kater I Rades aveva effettuato delle manovre scorrette, non ascoltando le intimazioni, mentre la corvetta italiana cercava energicamente di impedire il passaggio.
All'inizio del nuovo millennio, in seguito agli attentati dell'11 settembre le unità della classe sono state impiegate nell'operazione Active Endeavour in ambito STANAVFORLANT e STANAVFORMED.
Nell'estate 2006 la corvetta Fenice ha preso parte all'operazione Leonte.
Alla fine del 2012 Minerva e Sibilla e nel 2013 Danaide sono state collocate in ridotta tabella di disponibilità.
Il 14 maggio 2015 nave Minerva e nave Sibilla sono state poste formalmente in disarmo. Il 25 giugno 2015 è stato siglato dal Comandante Marittimo di MariSicilia, contrammiraglio Nicola De Felice, l'atto formale di cessione alla Fincantieri delle due unità navali che hanno definitivamente lasciato a rimorchio la base navale di Augusta alla volta di Genova, dove sono giunte il 29 giugno presso il bacino Fincantieri, dove hanno preso avvio i lavori di adeguamento e trasformazione in Offshore Patrol Vessels (OPV) poi completati presso l'arsenale militare di La Spezia, per essere successivamente consegnate alla Guardia Costiera del Bangladesh. 
Il 10 marzo 2016 alle ore 11 presso l'Arsenale di Augusta si è svolta la cerimonia dell'ultimo ammainabandiera di nave Urania e nave Danaide e il successivo 6 maggio è stato firmato l’atto formale di cessione alla società Fincantieri delle due unità in disarmo, siglato dal contrammiraglio Nicola De Felice, Comandante Marittimo di MariSicilia, e dall'ingegnere Roberto Fazzeri rappresentante di Fincantieri.

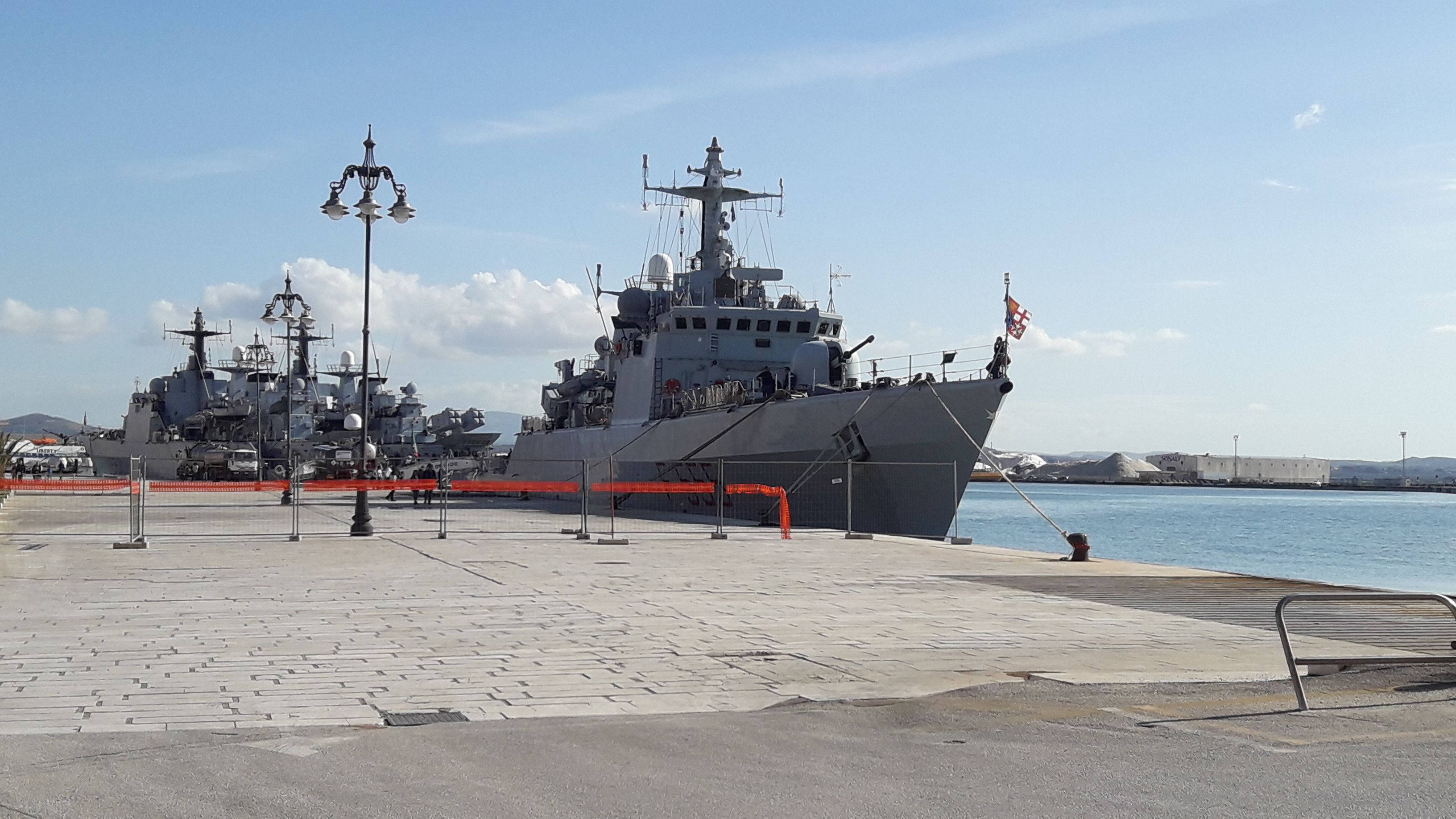
Driade, Sfinge e Chimera, attraccate al porto di Trapani

Le Navi sono partite a rimorchio dalla base navale di Augusta alla volta di Genova, per essere sottoposte a lavori di trasformazione e adeguamento, prima della consegna alla Guardia Costiera del Bangladesh con i nomi di Kamaruzzaman e Mansoor Ali.
Al termine degli interventi di ammodernamento le quattro unità navali andranno a costituire l’ossatura portante della flotta della Guardia Costiera del Bangladesh con un prolungamento della vita operativa superiore a vent’anni. Le quattro unità verranno impiegate nel pattugliamento per il controllo dei traffici della Zona Economica Esclusiva e dei confini marittimi, con capacità anche di contenimento dell’inquinamento ambientale e di recupero e assistenza ai civili in caso di emergenze umanitarie
Nel novembre 2016 la Sfinge è stata impegnata insieme alla Driade e alla Chimera, nella esercitazione "Mare Aperto". Si tratta della sua ultima missione prima della riconversione per la guardia costiera del Bangladesh.
Il 24 giugno 2018 la Nave Driade, insieme alla fregata Euro e al pattugliatore Aviere, è partita per l'ultima campagna navale della sua carriera dopo aver presenziato all'Arsenale Militare di La Spezia alla mostra internazionale “Sea Future 2018” , per approdare finalmente ad Augusta dove il 16 luglio 2018 è avvenuta la cerimonia di radiazione dai ruoli.

### Disarmo e sostituzione
La prima serie della classe è stata sostituita dai nuovi PPA durante il piano d'emergenza del 2016. La seconda serie della classe verrà sostituita dalle nuove EPC.

## Navi della classe Minerva

### Unità della prima serie
| Sigla | Nave    | Immagine | Cantiere     | Impostazione   | Varo            | Consegna         | Base    | Disarmo        | Destino finale                                                        |
| ----- | ------- | -------- | ------------ | -------------- | --------------- | ---------------- | ------- | -------------- | --------------------------------------------------------------------- |
| F 551 | Minerva |          | Riva Trigoso | 11 marzo 1985  | 25 marzo 1986   | 10 giugno 1987   | Augusta | 14 maggio 2015 | Venduta alla Guardia Costiera del Bangladesh con il nome Syed Nazrul  |
| F 552 | Urania  |          | Riva Trigoso | 11 marzo 1985  | 21 giugno 1986  | 10 giugno 1987   | Augusta | 10 marzo 2016  | Venduta alla Guardia Costiera del Bangladesh con il nome Karamuzzaman |
| F 553 | Danaide |          | Muggiano     | 26 maggio 1985 | 18 ottobre 1986 | 13 febbraio 1988 | Augusta | 10 marzo 2016  | Venduta alla Guardia Costiera del Bangladesh con il nome Mansoor Ali  |
| F 554 | Sfinge  |          | Muggiano     | 26 maggio 1985 | 16 maggio 1986  | 13 febbraio 1988 | Augusta | 29 maggio 2017 | Demolita ad Aliaga, Turchia, nel 2024                                 |

### Unità della seconda serie
| Sigla | Nave    | Immagine | Cantiere     | Impostazione | Varo              | Consegna        | Base    | Disarmo           | Destino finale                                                    |
| ----- | ------- | -------- | ------------ | ------------ | ----------------- | --------------- | ------- | ----------------- | ----------------------------------------------------------------- |
| F 555 | Driade  |          | Riva Trigoso | 5 marzo 1987 | 15 gennaio 1989   | 4 dicembre 1990 | Augusta | 25 settembre 2019 | Demolita ad Aliaga, Turchia, nel 2024                             |
| F 556 | Chimera |          | Muggiano     | 5 marzo 1987 | 9 settembre 1989  | 4 dicembre 1990 | Augusta | 25 settembre 2019 | Demolita ad Aliaga, Turchia, nel 2024                             |
| F 557 | Fenice  |          | Muggiano     | 5 marzo 1987 | 7 aprile 1990     | 15 gennaio 1991 | Augusta | 29 maggio 2017    | Demolita ad Aliaga, Turchia, nel 2024                             |
| F 558 | Sibilla |          | Riva Trigoso | 5 marzo 1987 | 15 settembre 1990 | 16 maggio 1991  | Augusta | 14 maggio 2015    | Venduta alla Guardia Costiera del Bangladesh con il nome Tajuddin |

## Galleria d'immagini

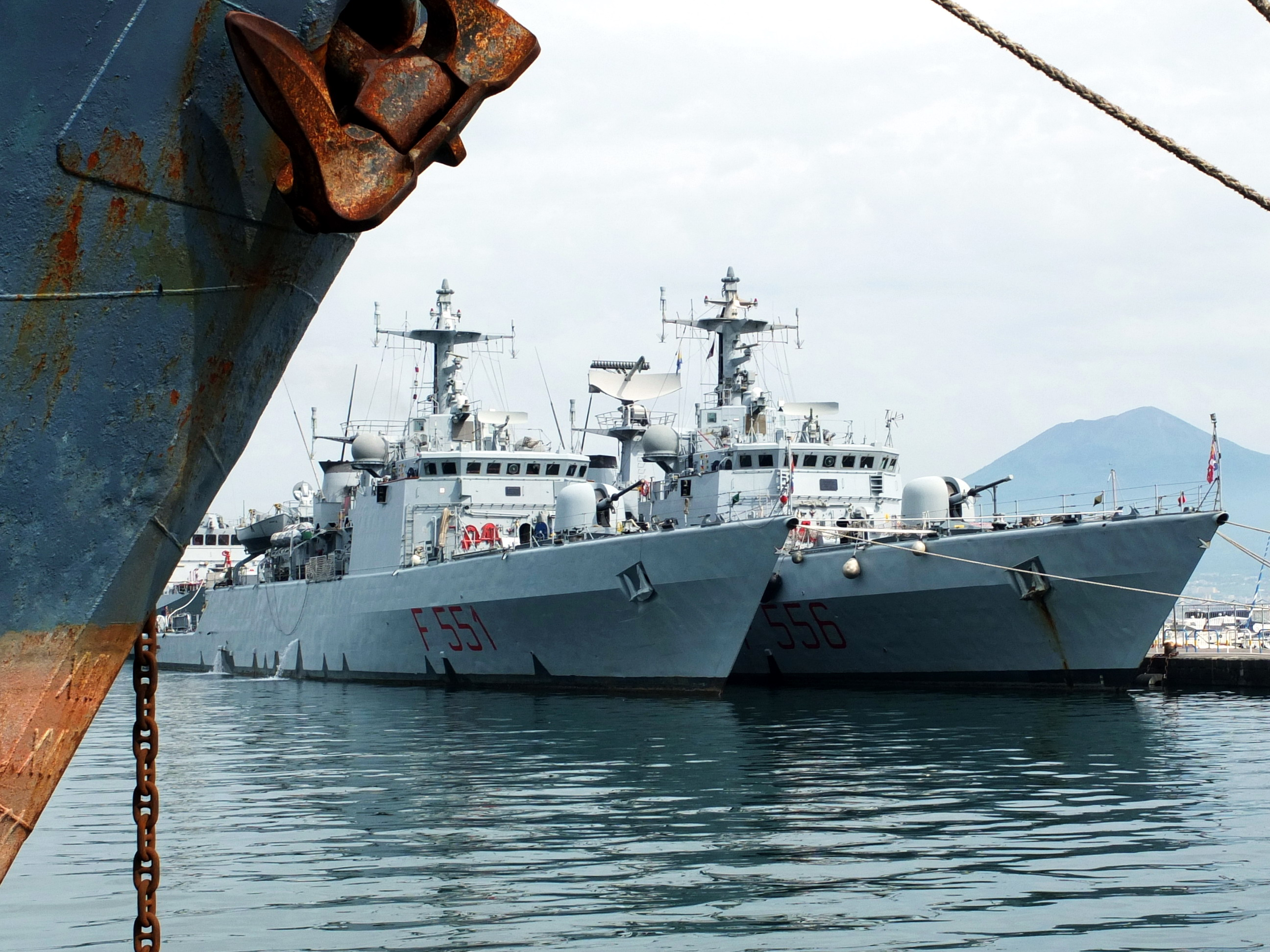
Minerva e Chimera
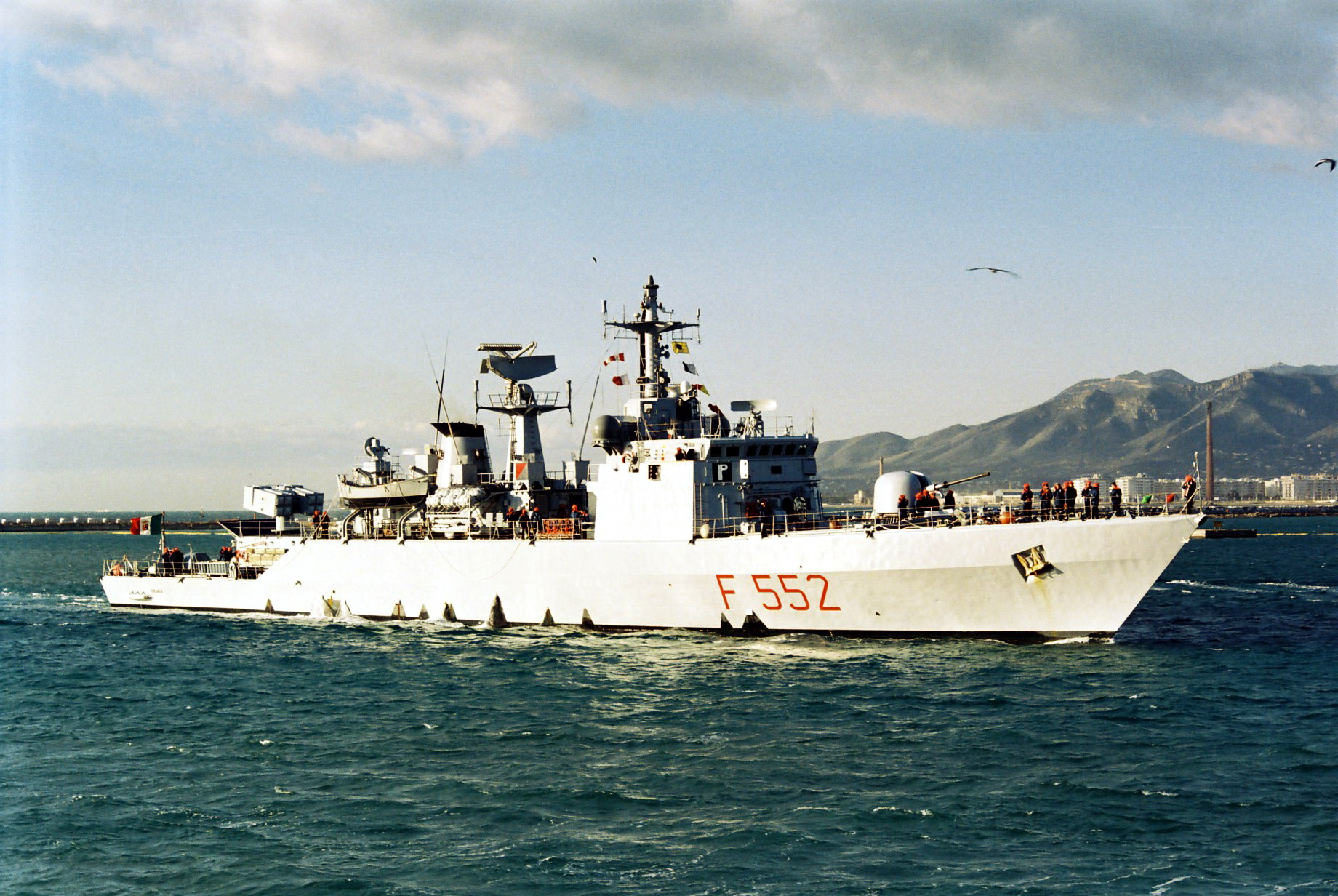
Nave Urania
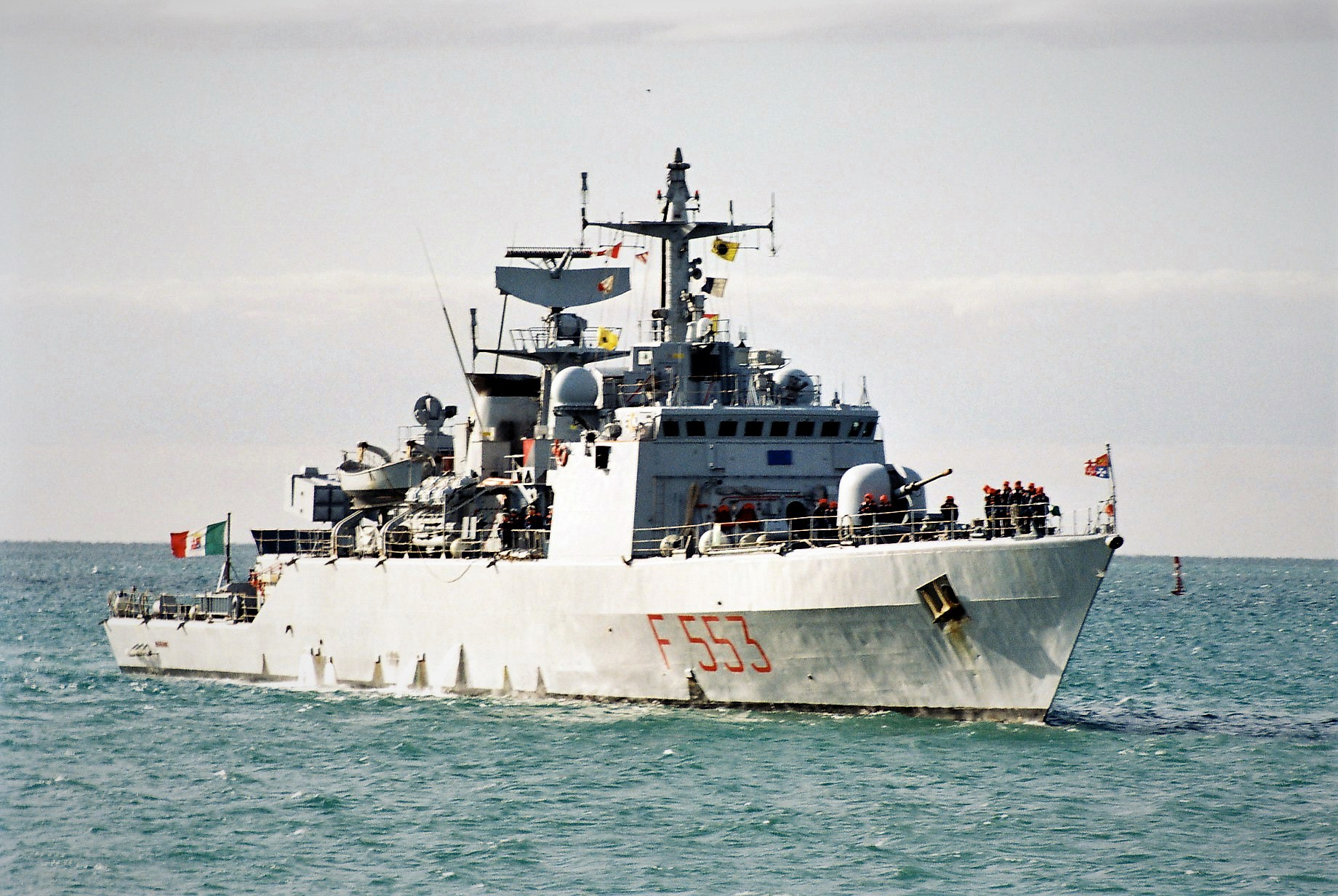
Nave Danaide
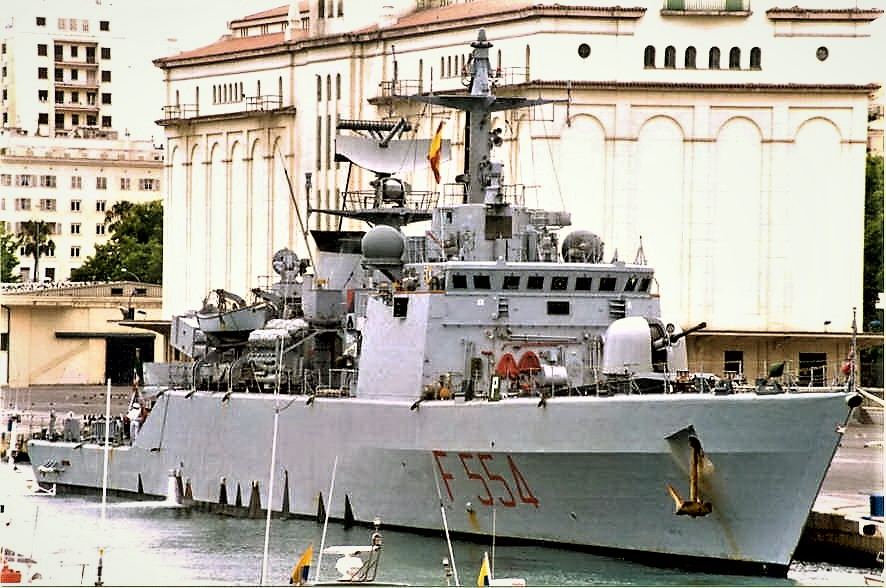
Nave Sfinge
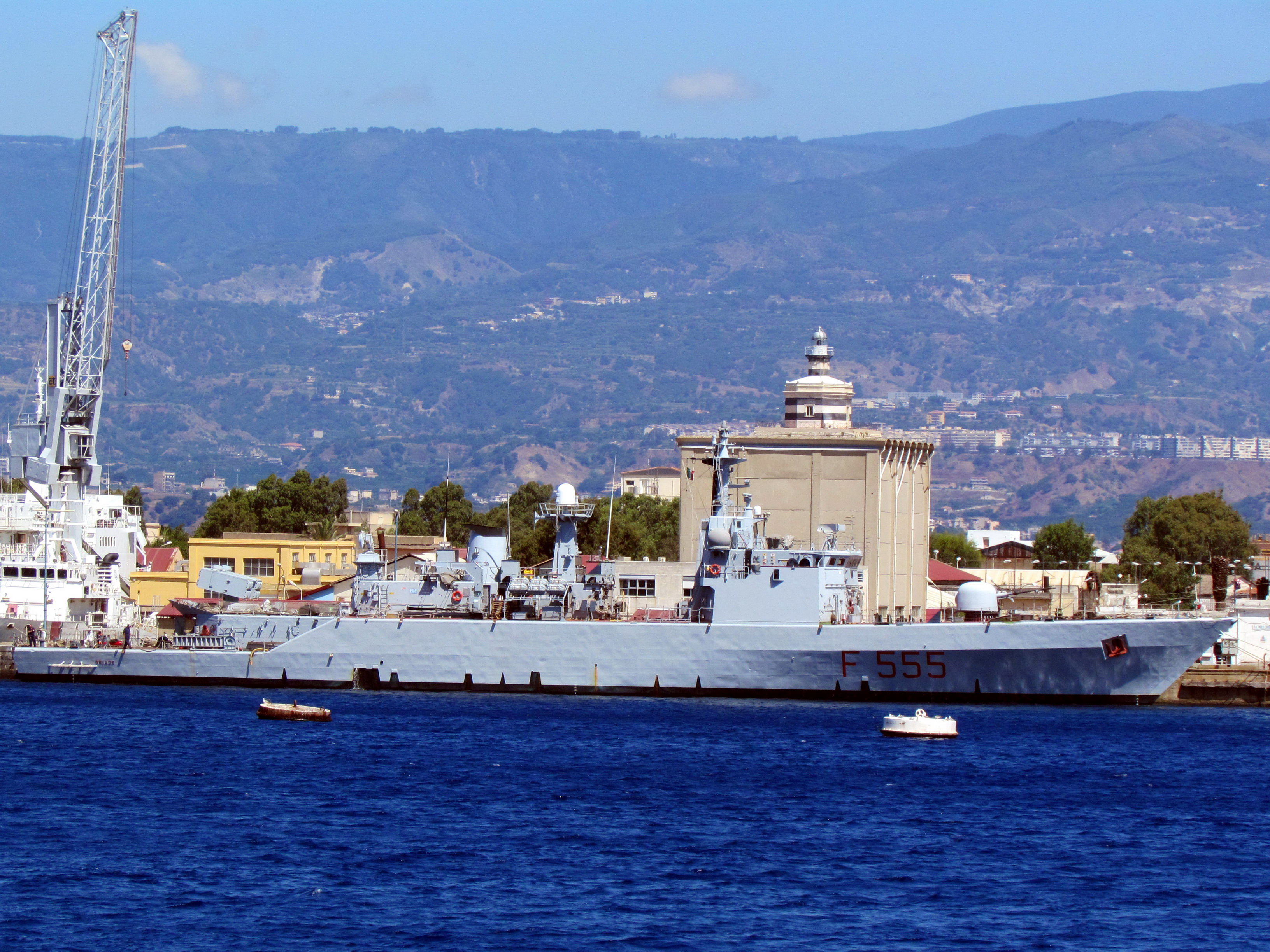
Nave Driade
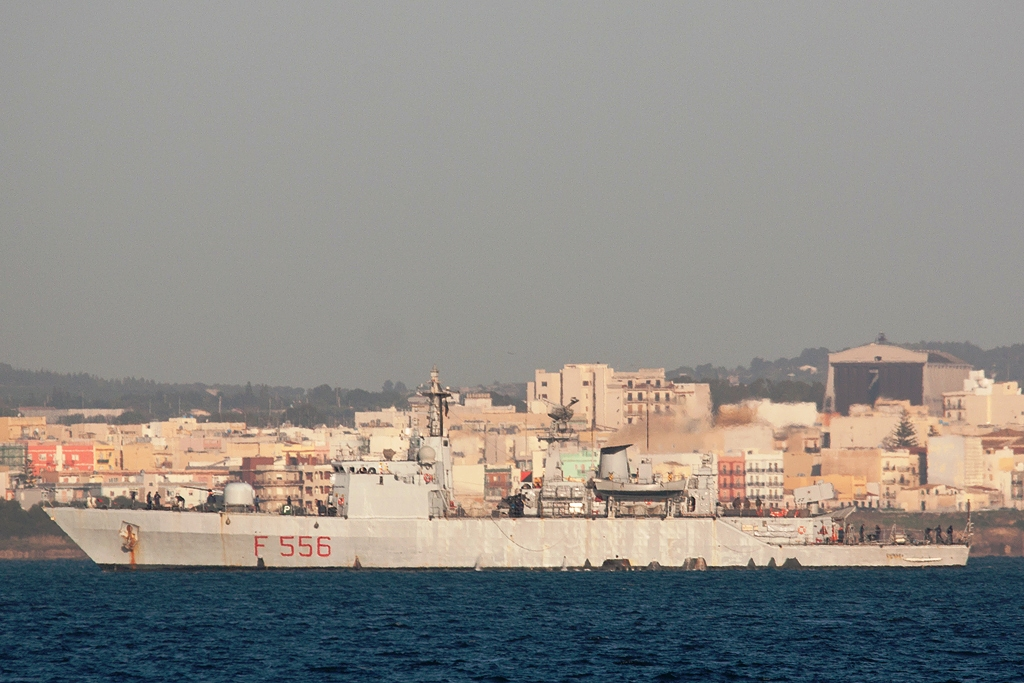
Nave Chimera
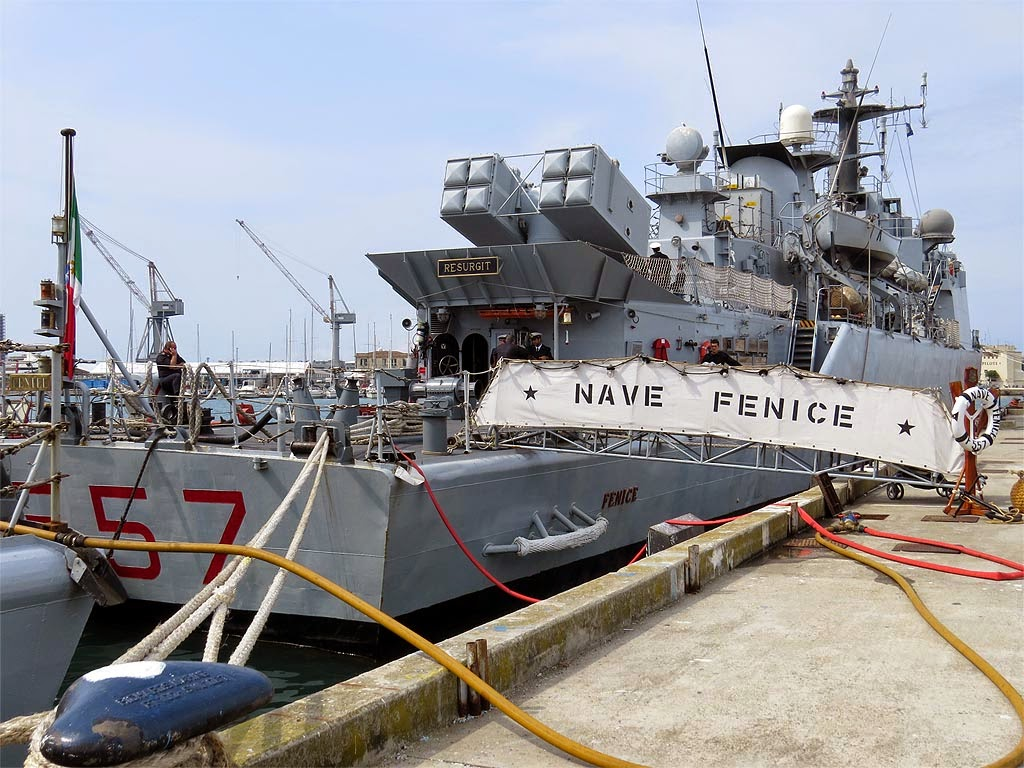
Nave Fenice
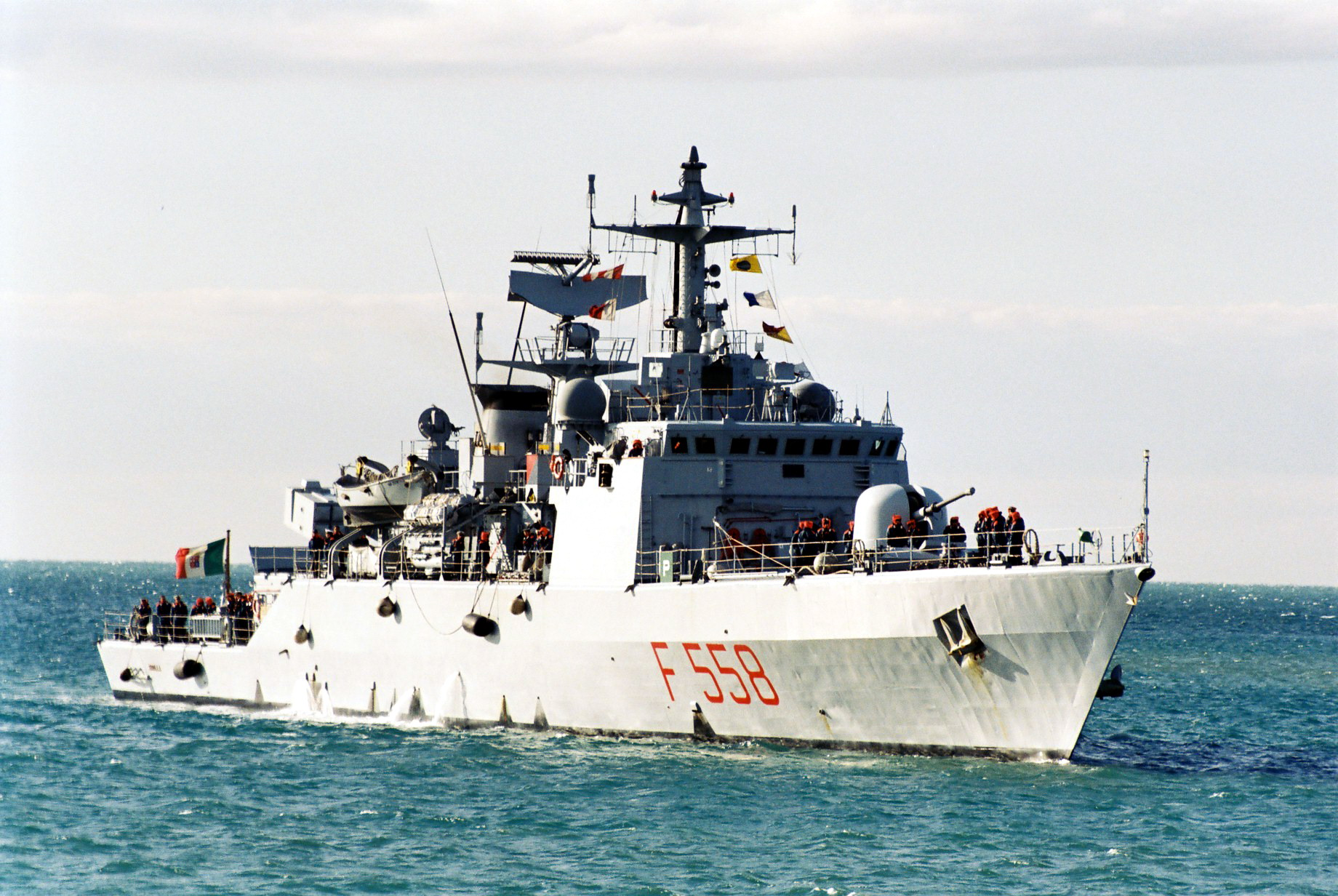
Nave Sibilla